# Narrativ teologi
Narrativ teologi, eller postliberal teologi, är en teologisk strömning som ser Bibeln och den kristna tron som en berättelse snarare än som summan av dogmer och trosartiklar.
Den narrativa teologin betonar att Bibeln är tankar, poesi och berättelser som har nedtecknats av människor som upplevt Gud. I läsandet av berättelser kan, enligt de narrativa tänkarna, någonting hittas som vi inte har tillgång till på annat sätt. Den amerikanska författaren, sociologen, journalisten och katolske prästen Andrew M Greeley uttrycker detta i titeln på en av sina böcker: "Religion som poesi". Med detta menar Greeley att det finns aspekter av livet, Bibeln, tron och framför allt Gud som intellektuell teologi inte kan nå.
Den narrativa teologin började som en reaktion mot liberalteologin, viktiga narrativa tänkare är bland andra George Lindbeck, Hans Wilhelm Frei, Stanley Hauerwas och William Willimon. Rörelsen lade grunden för flera andra strömningar som radikalortodoxi, Paleo-Orthodoxy, Scriptural Reasoning och Emerging Church-samtalet samt till narrativa versioner av evangelikalism och katolicism.
Strömningen har inspirerats av en grupp teologer vid Yale Divinity School, många av dem i sin tur inspirerade av Karl Barths dialektiska teologi och den nouvelle theologie som uttryckts av en del franska katoliker som Henri de Lubac. En viktig filosofisk influens kommer från Ludwig Wittgensteins språkfilosofi, Alasdair MacIntyres etik samt av Clifford Geertz och Peter Bergers sociologi över samhällens natur.